# Liste des joueurs du Daring Club de Bruxelles
Cette liste reprend les 262 joueurs de football qui ont évolué au Daring Club de Bruxelles depuis la fondation du club, jusqu'à sa disparition.
- Haut – A
- B
- C
- D
- E
- F
- G
- H
- I
- J
- K
- L
- M
- N
- O
- P
- Q
- R
- S
- T
- U
- V
- W
- X
- Y
- Z

## A
| Joueur            | Nationalité | Position          | Date de naissance | Période(s) | Matches (dont D1) | Buts | Jaunes | Rouges |
| ----------------- | ----------- | ----------------- | ----------------- | ---------- | ----------------- | ---- | ------ | ------ |
| Albert Alexis     | Belgique    | Exterieur Gauche? | 18/09/1915?       | 1938-1939  | 9 (9)             | 4    | 0      | 0      |
| Séraphin Allard   | Belgique    | ?                 | ?                 | 1931-1932  | 3 (3)             | 1    | 0      | 0      |
| Johan Allemeersch | Belgique    | ?                 | 31/08/1944        | 1969-1970  | 0 (0)             | 0    | 0      | 0      |
| Jean Arnolis      | Belgique    | ?                 | 29/06/1946        | 1964-1969  | 0 (0)             | 0    | 0      | 0      |
| François Arys     | Belgique    | ?                 | ?                 | 1925-1928  | 0 (0)             | 0    | 0      | 0      |
| André Assaka      | Belgique    | ?                 | 1/09/1937         | 1960-1965  | 0 (0)             | 0    | 0      | 0      |

## B
| Joueur                | Nationalité | Position | Date de naissance | Période(s) | Matches (dont D1) | Buts | Jaunes | Rouges |
| --------------------- | ----------- | -------- | ----------------- | ---------- | ----------------- | ---- | ------ | ------ |
| Arnold Badjou         | Belgique    | ?        | 25/06/1909        | 1928-1939  | 0 (0)             | 0    | 0      | 0      |
| Laurent Baffroye      | Belgique    | ?        | ?                 | 1924-1926  | 0 (0)             | 0    | 0      | 0      |
| Étienne Barbé         | Belgique    | ?        | ?                 | 1968-1969  | 1 (1)             | 0    | 0      | 0      |
| Louis Bastin          | Belgique    | ?        | 11/05/1922        | 1951-1952  | 0 (0)             | 0    | 0      | 0      |
| Charles Bauwens       | Belgique    | ?        | ?                 | 1908-1922  | 0 (0)             | 0    | 0      | 0      |
| Gustave Bauweraerts   | Belgique    | ?        | 10/05/1936        | 1960-1968  | 0 (0)             | 0    | 0      | 0      |
| Roland Beelen         | Belgique    | ?        | 19/04/1948        | 1965-1973  | 0 (0)             | 0    | 0      | 0      |
| Gaston Bellen         | Belgique    | ?        | ?                 | 1903-1904  | 2 (2)             | 0    | 0      | 0      |
| Louis Bessems         | Belgique    | ?        | 25/09/1892        | 1910-1924  | 0 (0)             | 0    | 0      | 0      |
| Michel Billen         | Belgique    | ?        | 17/02/1951        | 1970-1973  | 0 (0)             | 0    | 0      | 0      |
| Pierre Blondeau       | Belgique    | ?        | 14/11/1925        | 1950-1952  | 0 (0)             | 0    | 0      | 0      |
| Guy Bogaerts          | Belgique    | ?        | ?                 | 1966-1970  | 0 (0)             | 0    | 0      | 0      |
| Jean-Pierre Borremans | Belgique    | ?        | 7/04/1940         | 1956-1961  | 0 (0)             | 0    | 0      | 0      |
| Frans Boschmans       | Belgique    | ?        | 9/06/1910         | 1935-1938  | 0 (0)             | 0    | 0      | 0      |
| Oscar Bossaert        | Belgique    | ?        | 5/11/1887         | 1905-1924  | 0 (0)             | 0    | 0      | 0      |
| Désiré Bouchain       | Belgique    | ?        | ?                 | 1913-1914  | 0 (0)             | 0    | 0      | 0      |
| Jean Bourjou          | Belgique    | ?        | ?                 | 1922-1929  | 0 (0)             | 0    | 0      | 0      |
| Maurice Brackman      | Belgique    | ?        | 17/05/1924        | 1953-1955  | 0 (0)             | 0    | 0      | 0      |
| Jean Braecke          | Belgique    | ?        | ?                 | 1928-1932  | 0 (0)             | 0    | 0      | 0      |
| Prosper Braeckman     | Belgique    | ?        | 15/09/1888        | 1905-1914  | 0 (0)             | 0    | 0      | 0      |
| Urbain Braems         | Belgique    | ?        | 10/11/1933        | 1956-1960  | 0 (0)             | 0    | 0      | 0      |
| Prosper Brandsteert   | Belgique    | ?        | ?                 | 1904-1906  | 0 (0)             | 0    | 0      | 0      |
| Joseph Brauburger     | Belgique    | ?        | ?                 | 1903-1904  | 0 (0)             | 0    | 0      | 0      |
| Sylvain Brébart       | Belgique    | ?        | 18/08/1886        | 1910-1914  | 0 (0)             | 0    | 0      | 0      |
| Gaston Buls           | Belgique    | ?        | ?                 | 1904-1905  | 0 (0)             | 0    | 0      | 0      |
| Fernand Buyle         | Belgique    | ?        | 3/03/1918         | 1934-1953  | 0 (0)             | 0    | 0      | 0      |

## C
| Joueur             | Nationalité | Position       | Date de naissance | Période(s) | Matches (dont D1) | Buts | Jaunes | Rouges |
| ------------------ | ----------- | -------------- | ----------------- | ---------- | ----------------- | ---- | ------ | ------ |
| Charles Cavenaille | Belgique    | ?              | ?                 | 1904-1905  | 14 (14)           | 0    | 0      | 0      |
| Louis Cavenaille   | Belgique    | ?              | ?                 | 1938-1942  | 14 (14)           | 3    | 0      | 0      |
| Robert Chapey      | Belgique    | ?              | ?                 | 1911-1913  | 0 (0)             | 0    | 0      | 0      |
| Omer Claes         | Belgique    | ?              | 4/05/1937         | 1959-1965  | 0 (0)             | 0    | 0      | 0      |
| Roland Coclet      | Belgique    | ?              | 2/04/1941         | 1960-1970  | 0 (0)             | 0    | 0      | 0      |
| Jean-Paul Colonval | Belgique    | attaquant      | 2/02/1940         | 1966-1971  | 0 (0)             | 19   | 0      | 0      |
| Étienne Coppens    | Belgique    | ?              | 7/01/1941         | 1965-1971  | 0 (0)             | 0    | 0      | 0      |
| René Coppens       | Belgique    | ?              | 2/03/1942         | 1964-1965  | 9 (9)             | 0    | 0      | 0      |
| Michel Cornet      | Belgique    | ?              | 12/06/1946        | 1970-1971  | 0 (0)             | 0    | 0      | 0      |
| Louis Cousin       | Belgique    | ?              | ?                 | 1930-1933  | 0 (0)             | 0    | 0      | 0      |
| Pierre Crockaert   | Belgique    | ?              | ?                 | 1925-1929  | 0 (0)             | 0    | 0      | 0      |
| Gérard Crucis      | Belgique    | ?              | ?                 | 1955-1956  | 1 (1)             | 0    | 0      | 0      |
| Francis Cuypers    | Belgique    | Gardien de but | 28/10/1947        | 1969-1973  | 0 (0)             | 0    | 0      | 0      |
| Louis Cuypers      | Belgique    | ?              | ?                 | 1962-1963  | 1 (1)             | 0    | 0      | 0      |

## D
| Joueur                     | Nationalité | Position  | Date de naissance | Période(s)          | Matches (dont D1) | Buts | Jaunes | Rouges |
| -------------------------- | ----------- | --------- | ----------------- | ------------------- | ----------------- | ---- | ------ | ------ |
| Roger Dantinne             | Belgique    | ?         | ?                 | 1938-1939           | 0 (0)             | 0    | 0      | 0      |
| Michel Darte               | Belgique    | ?         | 12/07/1949        | 1972-1973           | 0 (0)             | 0    | 0      | 0      |
| Alexis De Backer           | Belgique    | ?         | ?                 | 1933-1934           | 3 (3)             | 0    | 0      | 0      |
| Constant De Backker        | Belgique    | ?         | ?                 | 1904-1910           | 0 (0)             | 0    | 0      | 0      |
| Freddy De Baerdemaecker    | Belgique    | ?         | ?                 | 1957-1958           | 10 (10)           | 3    | 0      | 0      |
| Jean De Becker             | Belgique    | ?         | ?                 | 1950-1953           | 0 (0)             | 0    | 0      | 0      |
| Marcel De Becker           | Belgique    | ?         | ?                 | 1950-1952           | 0 (0)             | 0    | 0      | 0      |
| Henri De Beir              | Belgique    | ?         | ?                 | 1928-1929           | 2 (2)             | 0    | 0      | 0      |
| Leopold De Beukeleer       | Belgique    | ?         | ?                 | 1903-1909           | 0 (0)             | 0    | 0      | 0      |
| Edy De Bolle               | Belgique    | ?         | 26/09/1949        | 1965-1972           | 0 (0)             | 0    | 0      | 0      |
| Gilbert De Brandt          | Belgique    | ?         | 15/04/1941        | 1961-1967           | 0 (0)             | 0    | 0      | 0      |
| Étienne De Cooman          | Belgique    | ?         | 31/01/1937        | 1960-1961           | 0 (0)             | 0    | 0      | 0      |
| Theo De Haen               | Belgique    | ?         | ?                 | 1925-1926           | 1 (1)             | 0    | 0      | 0      |
| Lucien De Keyser           | Belgique    | ?         | ?                 | 1909-1913           | 0 (0)             | 0    | 0      | 0      |
| Franciscus De Kok          | Belgique    | ?         | 11/01/1921        | 1950-1953           | 0 (0)             | 0    | 0      | 0      |
| Charles De Munter          | Belgique    | ?         | 12/01/1897        | 1925-1928           | 0 (0)             | 0    | 0      | 0      |
| Léonard De Naeyer          | Belgique    | ?         | 16/06/1911        | 1930-1935           | 0 (0)             | 0    | 0      | 0      |
| Willy De Picker            | Belgique    | ?         | ?                 | 1950-1952           | 0 (0)             | 0    | 0      | 0      |
| Marcel De Poorter          | Belgique    | ?         | 10/06/1932        | 1955-1956           | 1 (1)             | 0    | 0      | 0      |
| Théodore De Raeymaeker     | Belgique    | ?         | ?                 | 1926-1932           | 0 (0)             | 0    | 0      | 0      |
| Jean De Schutter           | Belgique    | ?         | ?                 | 1957-1960           | 0 (0)             | 0    | 0      | 0      |
| Joseph De Schutter         | Belgique    | ?         | ?                 | 1952-1953           | 0 (0)             | 0    | 0      | 0      |
| Ludo De Schutter           | Belgique    | ?         | ?                 | 1967-1970           | 0 (0)             | 0    | 0      | 0      |
| Victor De Troch            | Belgique    | ?         | ?                 | 1932-1936           | 0 (0)             | 0    | 0      | 0      |
| Pierre De Vidts            | Belgique    | ?         | ?                 | 1927-1937           | 0 (0)             | 0    | 0      | 0      |
| Donald De Vlegelaer        | Belgique    | ?         | 16/04/1939        | 1961-1971           | 0 (0)             | 0    | 0      | 0      |
| Edgard De Vreught          | Belgique    | ?         | ?                 | 1966-1967           | 2 (2)             | 0    | 0      | 0      |
| Gaston De Wael             | Belgique    | ?         | ?                 | 1927-1930           | 0 (0)             | 0    | 0      | 0      |
| Paul De Wolf               | Belgique    | ?         | ?                 | 1904-1908           | 9 (9)             | 0    | 0      | 0      |
| Pierre De Wyngaert         | Belgique    | ?         | 1/07/1931         | 1949-1954           | 11 (11)           | 0    | 0      | 0      |
| Charles Debae              | Belgique    | ?         | ?                 | 1970-1972           | 0 (0)             | 0    | 0      | 0      |
| Adolf Deck                 | Belgique    | ?         | ?                 | 1953-1964           | 0 (0)             | 0    | 0      | 0      |
| Edmond Declercq            | Belgique    | ?         | ?                 | 1910-1911           | 1 (1)             | 0    | 0      | 0      |
| Marius Delbecque           | Belgique    | ?         | ?                 | 1903-1908           | 0 (0)             | 0    | 0      | 0      |
| Herman Delepine            | Belgique    | ?         | 31/07/1932        | 1956-1959           | 0 (0)             | 0    | 0      | 0      |
| Roland Deloose             | Belgique    | ?         | 17/04/1950        | 1970-1973           | 0 (0)             | 0    | 0      | 0      |
| André Demanet              | Belgique    | ?         | ?                 | 1950-1951           | 11 (11)           | 2    | 0      | 0      |
| Clément Demeyer            | Belgique    | Attaquant | 1/09/1889         | 1910-1914           | 0 (0)             | 0    | 0      | 0      |
| Désiré Denonville          | Belgique    | ?         | ?                 | 1909-1910           | 1 (1)             | 0    | 0      | 0      |
| René Desayere              | Belgique    | ?         | 14/09/1947        | 1969-1970           | 0 (0)             | 0    | 0      | 0      |
| Albert Desmedt             | Belgique    | ?         | ?                 | 1923-1929           | 0 (0)             | 0    | 0      | 0      |
| Charles Desmedt            | Belgique    | ?         | ?                 | 1966-1968,1971-1972 | 0 (0)             | 0    | 0      | 0      |
| Jozef Desmedt              | Belgique    | ?         | 13/05/1955        | 1972-1973           | 0 (0)             | 0    | 0      | 0      |
| Raymond Desmedt            | Belgique    | ?         | ?                 | 1921-1933           | 0 (0)             | 0    | 0      | 0      |
| Alois Desmet               | Belgique    | ?         | 13/10/1947        | 1967-1968           | 1 (1)             | 0    | 0      | 0      |
| Marius Deulin              | Belgique    | ?         | ?                 | 1913-1922           | 0 (0)             | 0    | 0      | 0      |
| Joseph Devuyst             | Belgique    | ?         | 12/11/1928        | 1951-1953           | 0 (0)             | 0    | 0      | 0      |
| René Dewin                 | Belgique    | ?         | ?                 | 1961-1964           | 0 (0)             | 0    | 0      | 0      |
| Alfred Dey De Saint-Julien | Belgique    | ?         | ?                 | 1904-1905           | 1 (1)             | 2    | 0      | 0      |
| Dirk D'Haene               | Belgique    | ?         | 13/08/1941        | 1962-1965           | 0 (0)             | 0    | 0      | 0      |
| Étienne D'Herde            | Belgique    | ?         | ?                 | 1951-1957           | 0 (0)             | 0    | 0      | 0      |
| Jozef D'Hertefelt          | Belgique    | ?         | 6/08/1933         | 1955-1957           | 2 (2)             | 0    | 0      | 0      |
| Jean Dilast                | Belgique    | ?         | ?                 | 1933-1939           | 0 (0)             | 0    | 0      | 0      |
| Robert Dony                | Belgique    | ?         | ?                 | 1921-1922           | 2 (2)             | 0    | 0      | 0      |
| Pierre Dooms               | Belgique    | ?         | ?                 | 1903-1905           | 0 (0)             | 0    | 0      | 0      |
| Paul Dosquet               | Belgique    | ?         | ?                 | 1904-1905           | 0 (0)             | 0    | 0      | 0      |
| Willem Driesen             | Belgique    | ?         | 12/10/1920        | 1948-1951           | 27 (27)           | 11   | 0      | 0      |
| Guillaume Driessens        | Belgique    | ?         | ?                 | 1921-1930           | 0 (0)             | 0    | 0      | 0      |
| Raymond Dubois             | Belgique    | ?         | ?                 | 1952-1954           | 0 (0)             | 0    | 0      | 0      |
| Éric Dumon                 | Belgique    | ?         | 23/05/1954        | 1972-1973           | 0 (0)             | 0    | 0      | 0      |
| Georges Duval              | Belgique    | ?         | ?                 | 1928-1929           | 1 (1)             | 0    | 0      | 0      |

## E
| Joueur          | Nationalité | Position | Date de naissance | Période(s) | Matches (dont D1) | Buts | Jaunes | Rouges |
| --------------- | ----------- | -------- | ----------------- | ---------- | ----------------- | ---- | ------ | ------ |
| Roger Eggermont | Belgique    | ?        | ?                 | 1959-1960  | 4 (4)             | 0    | 0      | 0      |
| Brian Etheridge | Belgique    | ?        | 4/03/1944         | 1967-1969  | 0 (0)             | 0    | 0      | 0      |

## F
| Joueur          | Nationalité | Position          | Date de naissance | Période(s) | Matches (dont D1) | Buts | Jaunes | Rouges |
| --------------- | ----------- | ----------------- | ----------------- | ---------- | ----------------- | ---- | ------ | ------ |
| Carl Feye       | Belgique    | ?                 | ?                 | 1908-1911  | 0 (0)             | 0    | 0      | 0      |
| Roger Fischlin  | Belgique    | ?                 | ?                 | 1920-1921  | 0 (0)             | 0    | 0      | 0      |
| René Flamcourt  | Belgique    | ?                 | 26/03/1891        | 1910-1912  | 0 (0)             | 0    | 0      | 0      |
| Raymond Fol     | Belgique    | ?                 | ?                 | 1955-1956  | 3 (3)             | 0    | 0      | 0      |
| Roger Foulon    | Belgique    | ?                 | 4/06/1943         | 1961-1969  | 0 (0)             | 0    | 0      | 0      |
| Frans Frans     | Belgique    | Milieu de terrain | 6/12/1920         | 1950-1955  | 94 (94)           | 4    | 0      | 0      |
| Albert Frogneux | Belgique    | ?                 | ?                 | 1912-1920  | 0 (0)             | 0    | 0      | 0      |
| Alexis Fromes   | Belgique    | ?                 | ?                 | 1922-1924  | 0 (0)             | 0    | 0      | 0      |

## G
| Joueur                 | Nationalité | Position       | Date de naissance | Période(s) | Matches (dont D1) | Buts | Jaunes | Rouges |
| ---------------------- | ----------- | -------------- | ----------------- | ---------- | ----------------- | ---- | ------ | ------ |
| Frédéric-Herman Galand | Belgique    | ?              | ?                 | 1949-1960  | 20 (20)           | 0    | 0      | 0      |
| Philippe Garot         | Belgique    | ?              | 30/11/1948        | 1972-1973  | 0 (0)             | 17   | 0      | 0      |
| Théo Gérard            | Belgique    | ?              | ?                 | 1919-1920  | 1 (1)             | 1    | 0      | 0      |
| Louis Ghemard          | Belgique    | ?              | ?                 | 1913-1914  | 1 (1)             | 0    | 0      | 0      |
| Édouard Gilliaux       | Belgique    | ?              | ?                 | 1903-1904  | 2 (2)             | 0    | 0      | 0      |
| Raymond Goethals       | Belgique    | ?              | 7/10/1921         | 1940-1949  | 4 (4)             | 0    | 0      | 0      |
| Alois Goossens         | Belgique    | ?              | 13/12/1937        | 1966-1967  | 0 (0)             | 0    | 0      | 0      |
| Hugo Goossens          | Belgique    | ?              | 21/02/1945        | 1965-1967  | 10 (10)           | 0    | 0      | 0      |
| Jean-Pierre Goossens   | Belgique    | gardien de but | 13/11/1935        | 1958-1967  | 0 (0)             | 0    | 0      | 0      |
| Armand Goovaerts       | Belgique    | ?              | ?                 | 1921-1922  | 3 (3)             | 0    | 0      | 0      |
| Jean Goovaerts         | Belgique    | ?              | ?                 | 1923-1924  | 1 (1)             | 0    | 0      | 0      |
| Lievin Gowie           | Belgique    | ?              | ?                 | 1929-1935  | 0 (0)             | 0    | 0      | 0      |
| Francis Grenier        | Belgique    | ?              | 25/02/1937        | 1963-1965  | 0 (0)             | 0    | 0      | 0      |
| Alfred Guillaume       | Belgique    | ?              | 18/03/1896        | 1919-1928  | 0 (0)             | 0    | 0      | 0      |

## H
| Joueur               | Nationalité | Position | Date de naissance | Période(s) | Matches (dont D1) | Buts | Jaunes | Rouges |
| -------------------- | ----------- | -------- | ----------------- | ---------- | ----------------- | ---- | ------ | ------ |
| Emmanuel Hatto       | Belgique    | ?        | ?                 | 1957-1958  | 3 (3)             | 0    | 0      | 0      |
| Gaston Hayot         | Belgique    | ?        | ?                 | 1909-1910  | 1 (1)             | 0    | 0      | 0      |
| Maurits Heelen       | Belgique    | ?        | ?                 | 1952-1953  | 5 (5)             | 1    | 0      | 0      |
| Franciscus Hendrickx | Belgique    | ?        | 1/04/1921         | 1951-1952  | 0 (0)             | 0    | 0      | 0      |
| Frans Hendrickx      | Belgique    | ?        | ?                 | 1951-1952  | 3 (3)             | 0    | 0      | 0      |
| Paul Henry           | Belgique    | ?        | 6/09/1912         | 1935-1942  | 0 (0)             | 0    | 0      | 0      |
| Albert Heremans      | Belgique    | ?        | 13/04/1906        | 1924-1939  | 0 (0)             | 0    | 0      | 0      |
| Henricus Herman      | Belgique    | ?        | 11/10/1911        | 1941-1944  | 0 (0)             | 0    | 0      | 0      |
| Émile Herreman       | Belgique    | ?        | ?                 | 1959-1963  | 0 (0)             | 0    | 0      | 0      |
| William Hodgson      | Belgique    | ?        | ?                 | 1910-1911  | 13 (13)           | 5    | 0      | 0      |
| Charles Hofman       | Belgique    | ?        | 13/12/1950        | 1972-1973  | 0 (0)             | 0    | 0      | 0      |
| Herman Hofmans       | Belgique    | ?        | 5/04/1938         | 1955-1956  | 2 (2)             | 0    | 0      | 0      |
| Heinz Hornig         | Allemagne   | ?        | 28/09/1937        | 1969-1972  | 0 (0)             | 0    | 0      | 0      |
| Aleksander Horvath   | Belgique    | ?        | ?                 | 1970-1971  | 0 (0)             | 0    | 0      | 0      |
| François Houwaert    | Belgique    | ?        | ?                 | 1903-1904  | 2 (2)             | 0    | 0      | 0      |
| Jules Hulsmans       | Belgique    | ?        | ?                 | 1925-1926  | 26 (26)           | 2    | 0      | 0      |

## J
| Joueur            | Nationalité | Position | Date de naissance | Période(s) | Matches (dont D1) | Buts | Jaunes | Rouges |
| ----------------- | ----------- | -------- | ----------------- | ---------- | ----------------- | ---- | ------ | ------ |
| Jean Jacquet      | Belgique    | ?        | ?                 | 1969-1970  | 0 (0)             | 0    | 0      | 0      |
| Augustin Janssens | Belgique    | ?        | 24/09/1930        | 1959-1960  | 0 (0)             | 0    | 0      | 0      |
| Henri Jochmans    | Belgique    | ?        | ?                 | 1961-1962  | 12 (12)           | 1    | 0      | 0      |

## K
| Joueur               | Nationalité | Position | Date de naissance | Période(s) | Matches (dont D1) | Buts | Jaunes | Rouges |
| -------------------- | ----------- | -------- | ----------------- | ---------- | ----------------- | ---- | ------ | ------ |
| Gustaaf Kauwenberghs | Belgique    | ?        | ?                 | 1960-1962  | 0 (0)             | 0    | 0      | 0      |
| Jean Keerstock       | Belgique    | ?        | ?                 | 1929-1930  | 1 (1)             | 0    | 0      | 0      |
| Georges Kelner       | Belgique    | ?        | ?                 | 1934-1936  | 0 (0)             | 0    | 0      | 0      |
| Jean Keurvels        | Belgique    | ?        | 12/10/1908        | 1928-1939  | 0 (0)             | 0    | 0      | 0      |
| Louis Kips           | Belgique    | ?        | ?                 | 1938-1939  | 1 (1)             | 0    | 0      | 0      |
| Marcel Kleinermans   | Belgique    | ?        | ?                 | 1949-1952  | 3 (3)             | 0    | 0      | 0      |
| Jeannot Krecke       | Belgique    | ?        | ?                 | 1969-1970  | 0 (0)             | 0    | 0      | 0      |

## L
| Joueur                | Nationalité | Position      | Date de naissance | Période(s) | Matches (dont D1) | Buts | Jaunes | Rouges |
| --------------------- | ----------- | ------------- | ----------------- | ---------- | ----------------- | ---- | ------ | ------ |
| Robert Lacroix        | Belgique    | ?             | ?                 | 1934-1935  | 1 (1)             | 1    | 0      | 0      |
| Alex Lafont           | Belgique    | ?             | 14/09/1946        | 1968-1973  | 0 (0)             | 0    | 0      | 0      |
| Lucien Lambrechts     | Belgique    | ?             | ?                 | 1949-1950  | 14 (14)           | 0    | 0      | 0      |
| Robert Lamoot         | Belgique    | ?             | 18/03/1911        | 1933-1938  | 0 (0)             | 0    | 0      | 0      |
| Albert Lanckmans      | Belgique    | ?             | 28/11/1919        | 1937-1950  | 5 (5)             | 0    | 0      | 0      |
| Fernand Larue         | Belgique    | ?             | ?                 | 1923-1924  | 5 (5)             | 0    | 0      | 0      |
| Adolphe Ledoux        | Belgique    | ?             | ?                 | 1926-1928  | 0 (0)             | 0    | 0      | 0      |
| Maurice Lefebvre      | Belgique    | ?             | 23/07/1888        | 1904-1910  | 0 (0)             | 0    | 0      | 0      |
| Guido Leysen          | Belgique    | ?             | 3/04/1934         | 1955-1960  | 0 (0)             | 0    | 0      | 0      |
| Gilbert Libon         | Belgique    | ?             | 16/04/1944        | 1969-1972  | 0 (0)             | 16   | 0      | 0      |
| Gustave Liégeois      | Belgique    | ?             | ?                 | 1927-1928  | 9 (9)             | 1    | 0      | 0      |
| Jean-Pierre Lippens   | Belgique    | ?             | 30/04/1954        | 1972-1973  | 0 (0)             | 0    | 0      | 0      |
| Léonard Lockwood      | Belgique    | ?             | ?                 | 1903-1907  | 0 (0)             | 0    | 0      | 0      |
| Étienne Longfils      | Belgique    | médian gauche | 28/01/1933        | 1950-1960  | 0 (0)             | 0    | 0      | 0      |
| Florentinus Luypaerts | Belgique    | ?             | 18/10/1931        | 1958-1964  | 20 (0)            | 0    | 0      | 0      |

## M
| Joueur             | Nationalité | Position  | Date de naissance | Période(s) | Matches (dont D1) | Buts | Jaunes | Rouges |
| ------------------ | ----------- | --------- | ----------------- | ---------- | ----------------- | ---- | ------ | ------ |
| Kenneth Maloy      | Belgique    | ?         | 16/09/1940        | 1967-1971  | 0 (0)             | 0    | 0      | 0      |
| Théodore Martens   | Belgique    | ?         | 23/04/1924        | 1952-1953  | 0 (0)             | 0    | 0      | 0      |
| William Martens    | Belgique    | ?         | 26/11/1945        | 1969-1973  | 0 (0)             | 0    | 0      | 0      |
| Francis Mattart    | Belgique    | ?         | 9/07/1949         | 1968-1971  | 0 (0)             | 0    | 0      | 0      |
| Maximilien Mayunga | Belgique    | attaquant | 28/10/1934        | 1959-1966  | 0 (0)             | 0    | 0      | 0      |
| Antoine M'Boyo     | Belgique    | ?         | ?                 | 1969-1972  | 0 (0)             | 0    | 0      | 0      |
| Hugo Mertens       | Belgique    | ?         | 31/01/1943        | 1960-1961  | 0 (0)             | 0    | 0      | 0      |
| Pierre Michelin    | France      | ?         | 7/02/1937         | 1964-1966  | 0 (0)             | 0    | 0      | 0      |
| Marius Mondelé     | Belgique    | ?         | 12/12/1913        | 1931-1939  | 0 (0)             | 0    | 0      | 0      |
| Édouard Morlet     | Belgique    | ?         | 24/06/1898        | 1920-1926  | 0 (0)             | 0    | 0      | 0      |
| François Moucheron | Belgique    | ?         | 23/05/1896        | 1919-1927  | 0 (0)             | 0    | 0      | 0      |
| Roland Moyson      | Belgique    | ?         | 13/04/1934        | 1951-1964  | 0 (0)             | 0    | 0      | 0      |

## N
| Joueur         | Nationalité | Position       | Date de naissance | Période(s) | Matches (dont D1) | Buts | Jaunes | Rouges |
| -------------- | ----------- | -------------- | ----------------- | ---------- | ----------------- | ---- | ------ | ------ |
| Jürgen Neumann | Allemagne   | ?              | 6/12/1941         | 1969-1970  | 0 (0)             | 0    | 0      | 0      |
| Jean Nicolay   | Belgique    | gardien de but | 27/12/1937        | 1969-1971  | 0 (0)             | 0    | 0      | 0      |

## O
| Joueur         | Nationalité | Position | Date de naissance | Période(s) | Matches (dont D1) | Buts | Jaunes | Rouges |
| -------------- | ----------- | -------- | ----------------- | ---------- | ----------------- | ---- | ------ | ------ |
| Raymond Orlans | Belgique    | ?        | ?                 | 1953-1954  | 0 (0)             | 0    | 0      | 0      |

## P
| Joueur         | Nationalité | Position | Date de naissance | Période(s) | Matches (dont D1) | Buts | Jaunes | Rouges |
| -------------- | ----------- | -------- | ----------------- | ---------- | ----------------- | ---- | ------ | ------ |
| René Plas      | Belgique    | ?        | ?                 | 1969-1971  | 0 (0)             | 0    | 0      | 0      |
| Victor Portauw | Belgique    | ?        | ?                 | 1932-1942  | 0 (0)             | 0    | 0      | 0      |

## R
| Joueur          | Nationalité | Position | Date de naissance | Période(s)           | Matches (dont D1) | Buts | Jaunes | Rouges |
| --------------- | ----------- | -------- | ----------------- | -------------------- | ----------------- | ---- | ------ | ------ |
| Armand Randoux  | Belgique    | ?        | 21/11/1943        | 1961-1969, 1971-1973 | 0 (0)             | 0    | 0      | 0      |
| Paul Rassaert   | Belgique    | ?        | 10/05/1949        | 1972-1973            | 0 (0)             | 0    | 0      | 0      |
| Jean Renders    | Belgique    | ?        | ?                 | 1955-1957            | 0 (0)             | 0    | 0      | 0      |
| Joseph Renders  | Belgique    | ?        | 1/05/1924         | 1949-1957            | 30 (30)           | 0    | 0      | 0      |
| Yves Reygaert   | Belgique    | ?        | 6/01/1954         | 1972-1973            | 0 (0)             | 0    | 0      | 0      |
| Émile Ringoot   | Belgique    | ?        | ?                 | 1928-1933            | 0 (0)             | 0    | 0      | 0      |
| Clément Robyn   | Belgique    | ?        | ?                 | 1904-1909            | 0 (0)             | 0    | 0      | 0      |
| Joseph Robyn    | Belgique    | ?        | ?                 | 1903-1913            | 0 (0)             | 0    | 0      | 0      |
| Louis Ronsmans  | Belgique    | ?        | ?                 | 1933-1934            | 0 (0)             | 0    | 0      | 0      |
| Émile Rooms     | Belgique    | ?        | ?                 | 1933-1942            | 0 (0)             | 0    | 0      | 0      |
| Pierre Rossel   | Belgique    | ?        | ?                 | 1911-1912            | 0 (0)             | 0    | 0      | 0      |
| Willy Ruebens   | Belgique    | ?        | ?                 | 1949-1957            | 15 (15)           | 0    | 0      | 0      |
| Carl-Heinz Rühl | Allemagne   | ?        | 14/01/1939        | 1969-1973            | 0 (0)             | 11   | 0      | 0      |

## S
| Joueur               | Nationalité | Position        | Date de naissance | Période(s) | Matches (dont D1) | Buts | Jaunes | Rouges |
| -------------------- | ----------- | --------------- | ----------------- | ---------- | ----------------- | ---- | ------ | ------ |
| Benoît Saenen        | Belgique    | ?               | ?                 | 1938-1950  | 27 (27)           | 0    | 0      | 0      |
| Charles Saeys        | Belgique    | arrière central | 15/11/1933        | 1953-1965  | 0 (0)             | 0    | 0      | 0      |
| Mohamed Salem        | Algérie     | ?               | 24/05/1940        | 1964-1966  | 0 (0)             | 0    | 0      | 0      |
| Alphonse Schaekels   | Belgique    | ?               | 13/11/1941        | 1961-1965  | 0 (0)             | 0    | 0      | 0      |
| Victor Schets        | Belgique    | ?               | 28/08/1924        | 1949-1954  | 26 (26)           | 0    | 0      | 0      |
| Paul Schouppe        | Belgique    | ?               | 4/04/1954         | 1970-1973  | 0 (0)             | 0    | 0      | 0      |
| Charles Schueremans  | Belgique    | ?               | 9/12/1926         | 1949-1950  | 17 (17)           | 0    | 0      | 0      |
| Guy Sempels          | Belgique    | ?               | ?                 | 1971-1973  | 0 (0)             | 0    | 0      | 0      |
| Pierre Sonjeau       | Belgique    | ?               | 23/06/1916        | 1937-1942  | 0 (0)             | 0    | 0      | 0      |
| Joseph Speeckaert    | Belgique    | ?               | 31/05/1928        | 1949-1958  | 30 (30)           | 0    | 0      | 0      |
| Karel Sterckx        | Belgique    | ?               | 10/07/1924        | 1950-1951  | 8 (8)             | 2    | 0      | 0      |
| Jean Steurs          | Belgique    | ?               | 17/03/1923        | 1949-1954  | 15 (15)           | 0    | 0      | 0      |
| Jean Stillemans      | Belgique    | ?               | ?                 | 1920-1921  | 0 (0)             | 0    | 0      | 0      |
| Ingvar Svahn         | Belgique    | ?               | 22/05/1938        | 1968-1970  | 0 (0)             | 0    | 0      | 0      |
| Armand Swartenbroeks | Belgique    | arrière gauche  | 30/06/1892        | 1911-1930  | 0 (0)             | 0    | 0      | 0      |

## T
| Joueur           | Nationalité | Position  | Date de naissance | Période(s) | Matches (dont D1) | Buts | Jaunes | Rouges |
| ---------------- | ----------- | --------- | ----------------- | ---------- | ----------------- | ---- | ------ | ------ |
| Charles Teuninck | Belgique    | ?         | ?                 | 1928-1942  | 0 (0)             | 0    | 0      | 0      |
| Laurent Theunen  | Belgique    | ?         | ?                 | 1907-1910  | 0 (0)             | 0    | 0      | 0      |
| Guy Thys         | Belgique    | Attaquant | 6/12/1922         | 1942-1943  | 0 (0)             | 0    | 0      | 0      |
| Léon Torfs       | Belgique    | ?         | 22/09/1909        | 1929-1939  | 0 (0)             | 0    | 0      | 0      |
| Charles Traen    | Belgique    | ?         | 15/05/1915        | 1936-1944  | 0 (0)             | 0    | 0      | 0      |

## V
| Joueur                       | Nationalité | Position       | Date de naissance | Période(s) | Matches (dont D1) | Buts | Jaunes | Rouges |
| ---------------------------- | ----------- | -------------- | ----------------- | ---------- | ----------------- | ---- | ------ | ------ |
| Jean Van Achter              | Belgique    | ?              | 24/03/1943        | 1962-1969  | 0 (0)             | 0    | 0      | 0      |
| Jean-Marie Van Cappellen     | Belgique    | ?              | 31/01/1943        | 1969-1973  | 0 (0)             | 0    | 0      | 0      |
| Gustaaf Van Den Bergh        | Belgique    | ?              | 10/02/1923        | 1951-1953  | 0 (0)             | 0    | 0      | 0      |
| Jean Van Gelder              | Belgique    | ?              | ?                 | 1971-1972  | 0 (0)             | 0    | 0      | 0      |
| Charles Van Houdt            | Belgique    | ?              | 2/06/1925         | 1949-1950  | 29 (29)           | 0    | 0      | 0      |
| François Van Houwe           | Belgique    | ?              | 23/12/1951        | 1971-1972  | 0 (0)             | 0    | 0      | 0      |
| Luc Van Hoyweghen            | Belgique    | ?              | ?                 | 1953-1961  | 0 (0)             | 0    | 0      | 0      |
| Joseph Van Ingelgem          | Belgique    | ?              | 23/01/1912        | 1929-1942  | 0 (0)             | 0    | 0      | 0      |
| Jean Van Isterdael           | Belgique    | ?              | ?                 | 1927-1934  | 0 (0)             | 0    | 0      | 0      |
| Robert Van Kerkhoven         | Belgique    | médian droit   | 1/10/1924         | 1949-1963  | 30 (30)           | 0    | 0      | 0      |
| Gaston Van Lancker           | Belgique    | ?              | 3/03/1925         | 1949-1957  | 27 (27)           | 0    | 0      | 0      |
| Godefroid Van Melderen       | Belgique    | ?              | ?                 | 1905-1909  | 0 (0)             | 0    | 0      | 0      |
| Joseph Van Mol               | Belgique    | arrière droit  | 19/05/1937        | 1956-1961  | 0 (0)             | 0    | 0      | 0      |
| Daniel Van Pottelberghe      | Belgique    | arrière gauche | 16/10/1924        | 1955-1959  | 0 (0)             | 0    | 0      | 0      |
| Arnold Van Rompaye           | Belgique    | ?              | ?                 | 1903-1904  | 0 (0)             | 0    | 0      | 0      |
| Léon Van Rompaye             | Belgique    | ?              | ?                 | 1903-1904  | 0 (0)             | 0    | 0      | 0      |
| Jean Van Roy                 | Belgique    | ?              | 28/04/1929        | 1949-1957  | 4 (4)             | 0    | 0      | 0      |
| Roger Van Schandevijl        | Belgique    | ?              | ?                 | 1953-1954  | 0 (0)             | 0    | 0      | 0      |
| Edmond Van Staceghem         | Belgique    | ?              | ?                 | 1909-1910  | 0 (0)             | 0    | 0      | 0      |
| Louis Vandenbergh            | Belgique    | ?              | 26/11/1903        | 1926-1933  | 0 (0)             | 0    | 0      | 0      |
| Léon Vandermeiren            | Belgique    | ?              | 8/01/1896         | 1919-1928  | 0 (0)             | 0    | 0      | 0      |
| Ghislain Vanhecke            | Belgique    | ?              | 1/10/1898         | 1920-1921  | 0 (0)             | 0    | 0      | 0      |
| Marcel-Martin Vankeijenbergh | Belgique    | ?              | 14/02/1929        | 1950-1957  | 0 (0)             | 0    | 0      | 0      |
| Ferdinand Vansant            | Belgique    | ?              | 11/11/1950        | 1970-1972  | 0 (0)             | 0    | 0      | 0      |
| Pierre Verhoeven             | Belgique    | ?              | 29/05/1935        | 1956-1965  | 0 (0)             | 0    | 0      | 0      |
| Ghislain Verhulst            | Belgique    | ?              | 21/09/1945        | 1966-1971  | 0 (0)             | 0    | 0      | 0      |
| Georges Verlinde             | Belgique    | ?              | ?                 | 1921-1925  | 0 (0)             | 0    | 0      | 0      |
| Henri Verlinden              | Belgique    | ?              | 9/06/1935         | 1959-1965  | 0 (0)             | 0    | 0      | 0      |
| Johan Vermeersch             | Belgique    | ?              | 10/11/1951        | 1971-1973  | 0 (0)             | 0    | 0      | 0      |
| Raymond Vermeulen            | Belgique    | ?              | ?                 | 1969-1972  | 0 (0)             | 0    | 0      | 0      |
| Charles-Louis Verstraeten    | Belgique    | ?              | 16/06/1893        | 1920-1921  | 0 (0)             | 0    | 0      | 0      |
| Felix Vertongen              | Belgique    | ?              | ?                 | 1953-1954  | 0 (0)             | 0    | 0      | 0      |
| Honoré Vlamynck              | Belgique    | ?              | 29/01/1897        | 1919-1933  | 0 (0)             | 0    | 0      | 0      |

## W
| Joueur            | Nationalité | Position | Date de naissance | Période(s) | Matches (dont D1) | Buts | Jaunes | Rouges |
| ----------------- | ----------- | -------- | ----------------- | ---------- | ----------------- | ---- | ------ | ------ |
| Brian Westlake    | Belgique    | ?        | ?                 | 1967-1968  | 25 (25)           | 3    | 0      | 0      |
| Jean Wieme        | Belgique    | ?        | ?                 | 1949-1950  | 1 (1)             | 0    | 0      | 0      |
| Maurice Wisenberg | Belgique    | ?        | ?                 | 1933-1936  | 0 (0)             | 0    | 0      | 0      |
| Carlo Wouters     | Belgique    | ?        | 10/02/1949        | 1972-1973  | 0 (0)             | 0    | 0      | 0      |
| Julien Wouters    | Belgique    | ?        | 21/06/1935        | 1963-1969  | 0 (0)             | 0    | 0      | 0      |
| Alfred Wright     | Angleterre  | ?        | ?                 | 1920-1921  | 0 (0)             | 0    | 0      | 0      |

### Sources
- (nl) « Liste des joueurs du club », sur Belgian Soccer Database (Daring Club de Bruxelles)
- (nl) « Liste des joueurs du club », sur Belgian Soccer Database (Daring Club de Molenbeek)